# Erling Steinvegg
Erling Steinvegg († 1207 in Tønsberg), begraben in der St.-Olav-Klosterkirche in Tønsberg, war norwegischer König der Baglerpartei. Seine Eltern sind nicht sicher bekannt. Man weiß auch nicht, ob er verheiratet war, nur dass er der Vater von Sigurd Ribbung (1203–1226) war.
Die Quellen über sein Leben sind zwei Fassungen der Bagler-Saga, eine von den Baglern, eine längere von den Birkebeinern und die auch von den Birkebeinern verfasste Håkon Håkonssons saga.
Auf dem Schonen-Markt in Skanör trat im Herbst 1203 ein Mann auf, der sich Erling nannte und von sich behauptete, Sohn des Königs Magnus Erlingsson zu sein, also genau der Erling, den der schwedische König Knut Eriksson früher auf Betreiben König Sverres gefangen genommen und im „Steinveggen“ (Steinturm) auf der Insel Visingsö festgehalten habe. Er habe von dort fliehen können. Das führte zu seinem Beinamen „Steinvegg“. Die den Birkebeinern nahestehende Quellen behaupten hingegen, dass es Beweise gebe, dass der echte Erling nach seiner Flucht von Steinvegg erschlagen worden sei.
Aber weder ihm noch seinem Sohn Sigurd Ribbung gelang es, die Birkebeiner am endgültigen Sieg im Kampf um die Herrschaft in Norwegen zu hindern.
Auf dem Schonenmarkt waren 1203 viele Norweger, darunter viele ehemalige Bagler, die Norwegen verlassen hatten, nachdem 1202 Håkon Sverresson zum König ausgerufen worden war. Sie wollten Erling zum Gegenkönig erheben, doch dieser fand es ungünstig, gegen den siegreichen König Håkon anzutreten, und zog stattdessen nach Kopenhagen, wo er die Unterstützung Waldemars II. erhielt, der sich dadurch die Wiedergewinnung der früheren Oberhoheit über das Gebiet um den Oslofjord erhoffte.
Als König Håkon Sverreson in den ersten Tagen des Jahres 1204 plötzlich starb und einige Birkebeinerhäuptlinge sich um den minderjährigen König Guttorm Sigurdsson scharten und für diesen die Regentschaft ausübten, suchten einige führende Bagler Erling Steinvegg in Kopenhagen auf. Sie stellten eine Truppe zusammen und zogen zum Oslofjord, wo sie von der Bevölkerung gut aufgenommen wurden. Die Unterstützung König Waldemars für dieses Unternehmen gilt als sicher. Der zu den Baglern gehörende Bischof Nikolas Arnason, der zunächst ein Gegner von Erlings Thronkandidatur gewesen war, weil er lieber seinen Neffen, den späteren Baglerkönig Philipp Simonsson als König gesehen hätte, unterstützte nun Erling gegen die Zusage, dass Philipp Jarl werden würde. Das geschah 1204, als König Waldemar mit über 300 Schiffen in den Oslofjord einlief. Nachdem Erling in Anwesenheit des dänischen Königs seine königliche Abkunft mit der Eisenprobe bewiesen hatte, erhielt er von diesem 35 Schiffe. Anschließend wurde er mit Unterstützung des Heeres auf dem Haugating bei Tønsberg und kurz darauf weiter östlich auf dem Borgarting zum König ausgerufen. Obgleich die Bagler-Saga, die Hauptquelle über das Schicksal Erlings, darüber schweigt, ist davon auszugehen, dass er die erforderliche Unterstützung Waldemars nur gegen Anerkennung von dessen Oberhoheit über das Gebiet um den Oslofjord erlangen konnte. Dänische Quellen bestätigen, dass er Waldemar den Lehnseid geleistet habe.
Obgleich die Birkebeiner auf Grund ihrer Stützpunkte in Trøndelag und in Vestlandet militärisch überlegen waren, gelang es den Baglern im Jahre 1204 siegreiche Kriegszüge nach Vestlandet und in den Jahren danach sogar bis Trøndelag zu starten, so dass Erling 1205 auf dem Øyrating bei Trondheim zum König ausgerufen wurde.
An Neujahr 1207 erkrankte Erling und starb bald darauf in Tønsberg. Dort wurde er an der Nordwand der St.-Olav-Klosterkirche beigesetzt.